# Zespół Perlmana
Zespół Perlmana (hamartomata nerki, nefroblastomatoza i gigantyzm płodowy, ang. Perlman syndrome, renal hamartomas, nephroblastomatosis and fetal gigantism) – rzadki zespół wad wrodzonych, charakteryzujący się nadmiernym prenatalnym wzrostem, makrosomią w okresie noworodkowym, makrocefalią, wisceromegalią, nefroblastomatozą i predyspozycją do guza Wilmsa. Został opisany po raz pierwszy na początku lat 70. niezależnie przez Lebana i Kozenitsky'ego oraz Perlmana i wsp. u dzieci z małżeństw spokrewnionych Jemenitów.

## Fenotyp
U pacjentów z zespołem Perlmana stwierdzane były następujące wady:
- nadmierny wzrost w okresie prenatalnym i po urodzeniu
- cechy dysmorficzne twarzy: makrocefalia, wydatne czoło, głęboko osadzone oczy, hiperteloryzm oczny, zmarszczki nakątne, szeroka i płaska nasada nosa, wywinięta warga górna, wysokie podniebienie, nisko osadzone uszy
- nefromegalia, nephroblastomatosis, guz Wilmsa
- wady ośrodkowego układu nerwowego: agenezja ciała modzelowatego, powiększona cisterna magna, torbiele opony miękkiej w okolicy zamóżdżkowej i skrzyżowania wzrokowego, hipoplazja istoty białej, heterotopie istoty szarej móżdżku i wzgórków górnych, naczyniaki splotu naczyniówkowego, uogólniona atrofia mózgowia, zaznaczone ubytki demielinizacyjne
- kardiomegalia
- wrodzone wady serca
- malformacje jelita (malrotacje, atrezje)
- naczyniaki
- wnętrostwo
- nieprawidłowości budowy kośćca
- hipotonia mięśniowa
- opóźnienie umysłowe.